# Агатарх (художник)
Агатарх (на старогръцки: Αγάθαρχος) от Самос е древногръцки художник през средата на 5 век пр.н.е. в Атина. От него няма запазени произведения.
Син е на Евдем, художник от Самос. Витрувий пише, че Агатарх създал произведение за рисунките на сцената за една трагедия на Есхил. Той е прочут с бързината си. Алкивиад го затворил в къщата си, за да я изрисува, след това му платил голяма сума.